# Storie di cavalli e di uomini
Storie di cavalli e di uomini (Hross í oss) è un film del 2013 diretto da Benedikt Erlingsson e prodotto da Friðrik Þór Friðriksson.

## Trama
In una remota valle islandese, gli abitanti trascorrono la giornata osservando i cavalli. Kolbeinn, uno degli abitanti, va spesso a fare visita a Solveig, una donna di cui è innamorato. Tuttavia un giorno mentre lui cavalca per ritornare a casa, lo stallone di Solveig esce dal recinto e si accoppia con la cavalla di Kolbeinn, sotto gli occhi di tutti gli abitanti del villaggio. Kolbeinn, ricoperto di vergogna, spara alla cavalla con un fucile.
Nel frattempo Vernhadur, un alcolizzato, cerca di raggiungere una nave russa per comprare della vodka. Tuttavia quando arriva al porto la nave è già partita, per cui prende un cavallo e raggiunge a nuoto la nave. Il capitano, a corto di vodka, gli dà dell'alcool puro, consigliandogli di non berlo senza mischiarlo con qualcosa. Lui non lo ascolta e lo beve subito, provocandosi la morte.
Grimur, che ama viaggiare per i sentieri nazionali, trova il suo percorso sbarrato dalla recinzione di Egill. Nel tentativo di tagliarla, il filo gli cava un occhio. Lui monta comunque sul cavallo e va a cercare aiuto. Egill, che lo stava inseguendo con un trattore, vedendolo si spaventa e cade da un dirupo, morendo.
Johanna, che sta cercando di catturare un gruppo di cavalli fuggiti da un recinto, trova Grimur e lo riporta al villaggio. Juan Camillo vede Johanna e s'innamora di lei. Decide allora di imparare a cavalcare, ma rimane dietro al suo gruppo e si perde. Per sopravvivere al freddo islandese si rifugia all'interno della carcassa svuotata del suo cavallo, in questo modo riesce a sopravvivere.
Infine, gli abitanti portano un grosso gruppo di cavalli in città per metterli in un recinto. Kolbeinn e Solveig vanno soli per avere tempo di fare l'amore. Arrivati al villaggio anche Johanna e Juan si incontrano e si innamorano.

## Accoglienza
Il film è stato il candidato per l'Islanda all'Oscar al miglior film in lingua straniera del 2014.
Inoltre ha vinto 15 premi in diversi festival internazionali.
Ha ottenuto un punteggio di 100% su Rotten Tomatoes, basato su 30 recensioni di critici diversi.